# 都甲岳洋
都甲 岳洋（とごう たけひろ、1934年（昭和9年）11月1日 - 2014年（平成26年）4月4日）は日本の外交官。元ロシア連邦駐箚特命全権大使。位階は従三位。大分県杵築市（旧速見郡山香町）出身。

## 略歴
- 陸軍少将・都甲徠の二男として生まれる[4]。
- 1957年：外交官領事官採用試験合格
- 1958年：東京大学法学部卒業後、外務省に入省。イギリスにてロシア語研修[5]。
- 1984年：欧亜局審議官
- 1985年：大臣官房審議官
- 1986年：在ソビエト連邦日本大使館参事官
- 1987年：同大使館公使
- 1988年：欧亜局局長
- 1990年：北海道担当大使[6]
- 1992年7月：駐シンガポール大使
- 1993年：駐トルコ大使
- 1996年：駐ロシア大使
- 1999年：退官。
- 2009年：瑞宝重光章受章[7]
- 2010年10月：外務省顧問に就任。
- その他、三井物産戦略研究所特別顧問、豊の国かぼす特命大使を務めた[3]。
- 2014年4月4日：肺炎のため死去[2]。79歳没。没後に従三位が追贈された[8]。

## 著書
- 『20世紀のヨーロッパー分裂と統合の軌跡』